# Sidelake Productions
Sidelake Productions är ett skivbolag från i Sundsvall. Namnet syftar på Sidsjön i Sundsvall där inspelningsstudion Sidelake Studios tidigare låg. Skivbolaget har varit framgångsrika med artister som Melodie MC, vars störts hit är Dum da dum från 1993, och producentduon Collén & Webb. Skivbolaget drev också Dunkla Quality Recordings som ett underbolag.
VD för Sidelake Productions är Anders Melin (född 1964 i Örnsköldsvik, bosatt i Stockholm) som även är produktchef på Bonnier Amigo Music och tidigare har arbetat för Andersson Records samt Virgin Records Sweden.